# Умово
Умово (мкд. Умово) је насеље у Северној Македонији, у северном делу државе. Умово припада општини Студеничани, која окупља јужна предграђа Града Скопља.

## Географија
Умово је смештено у северном делу Северне Македоније. Од најближег већег града, Скопља, насеље је удаљено 30 km јужно.
Насеље Умово је у оквиру историјске области Торбешија, која се обухвата јужни обод Скопског поља. Насеље је смештено на западним висовима планине Китка. Западно од насеља издиже се планина Караџица. Надморска висина насеља је приближно 630 метара.
Месна клима је континентална.

## Становништво
Умово је према последњем попису из 2002. године било без становника.
Претежно становништво у насељу били су Албанци.
Већинска вероисповест био је ислам.